# 118 (عدد)
118 هو عدد صحيح. طبيعي بين 117 و119

## في الرياضيات

### خصائص
- 118 عدد زوجي
- 118 عدد ناقص
- 118 عدد مضلعي (21 أضلاع-...)